# Divadlo Antonína Dvořáka (Příbram)
Divadlo A. Dvořáka Příbram je profesionální divadlo, jehož zřizovatelem je město Příbram. Divadlo sídlí v Kulturním domě, v němž se dále nachází také estrádní sál, kino a hotel s restaurací. Stálý soubor příbramského divadla zde má k dispozici dvě scény – velkou s kapacitou 427 míst a malou s 146 místy. Kromě toho příbramský soubor často uvádí své hry v přírodním amfiteátru v Podlesí u Příbrami a na řadě dalších středočeských scén.
Z hlediska dramaturgie se dlouhodobě se věnuje činoherní a muzikálové produkci. K jeho aktuálním nejúspěšnějším titulům patří Hrdý Budžes (2002, režie: J. Schmiedt) s Bárou Hrzánovou v hlavní roli nebo Balada pro banditu (2014, režie: M. Schejbal) a Pavlem Baťkem a Annou Fixovou.

## Budova divadla
Divadlo A. Dvořáka Příbram sídlí v komplexu Kulturního domu, jenž byl vystavěn podle návrhu Ing. arch. Václava Hilského koncem 50. let 20. století. Z architektonického hlediska jde o významnou stavbu ve stylu socialistického realismu (příp. moderního klasicismu). Vnější reliéfové sochy jsou dílem sochaře Bedřicha Stefana, o podobu interiéru se pak postarali sochař Jan Lauda a výtvarnice Marie Rychlíková. 

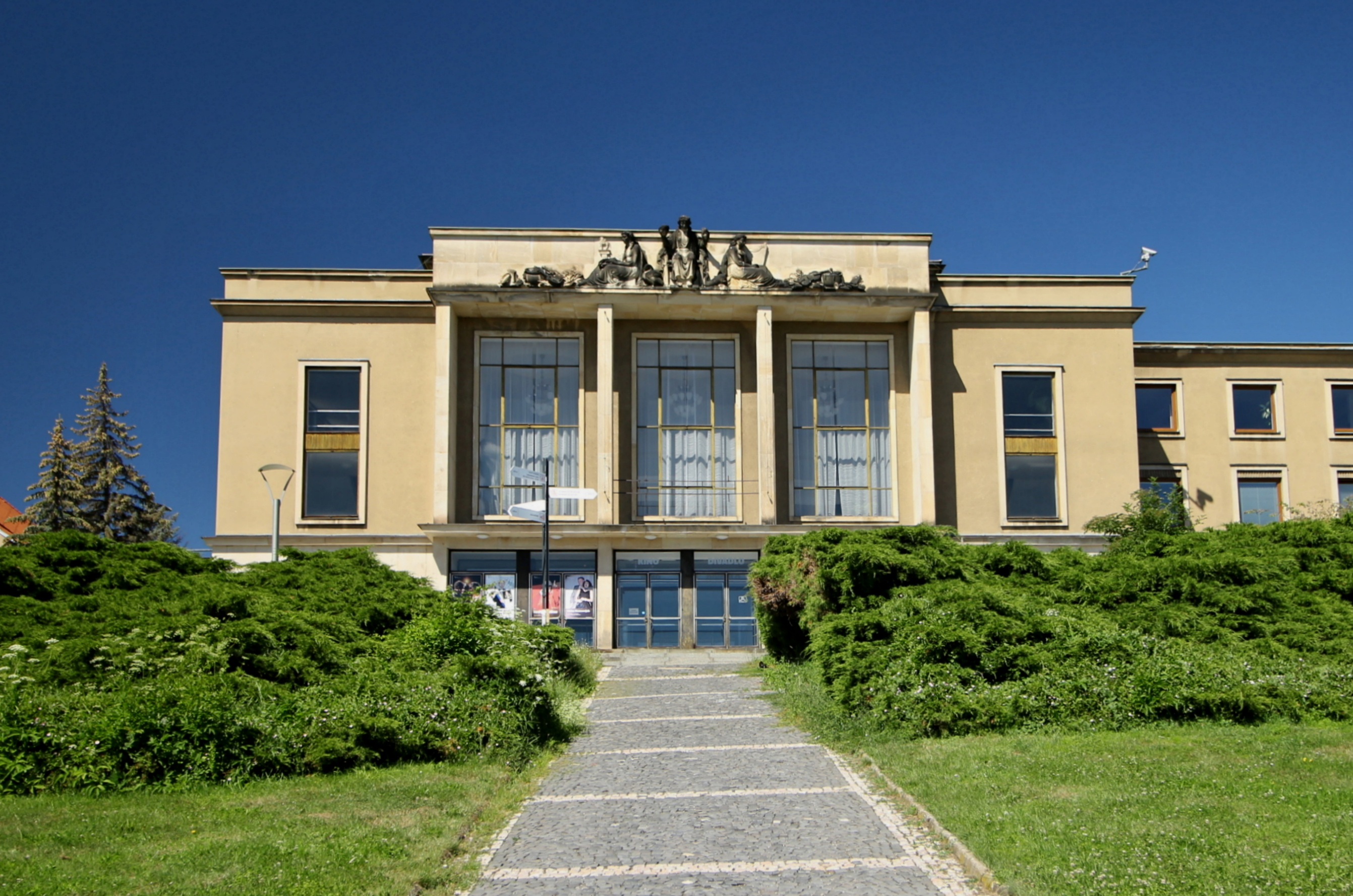
Průčelí Divadla A. Dvořáka v Příbrami

Na stavbě objektu pracovali také vězni z nedalekých komunistických táborů nucených prací Vojna a Bytíz.
Od 29. června 2006 je celý objekt Kulturního domu z rozhodnutí Ministerstva kultury ČR kulturní památkou.
Před budovou divadla byla v květnu 2004 odhalena socha skladatele Antonína Dvořáka. Stalo se tak na zahájení Hudebního festivalu Antonína Dvořáka u příležitosti stého výročí skladatelova úmrtí. Jedná se o odlitek téměř třímetrové sochy umístěné před pražským Rudolfinem, kterou v r. 2000 zhotovil sochař Jan Wagner podle nedokončeného modelu vytvořeného jeho otcem Josefem Wagnerem v r. 1957.

## Název divadla
Oficiální název zní Divadlo A. Dvořáka Příbram. Ačkoliv byl tamním prvním ředitelem režisér a výtvarník Antonín Dvořák, odkazuje název k jeho slavnějšímu jmenovci, skladateli Antonínu Dvořákovi. Ten byl i s rodinou častým návštěvníkem nedalekého zámku Vysoká u Příbramě, jenž vlastnil jeho švagr, hrabě Václav Robert Kounic. Skladatel byl okouzlen místní krajinou a roku 1884 koupil zdejší starý špýchar a ovčín a přestavěl je na letní sídlo. Při procházkách okolím s oblibou komponoval, například své nejslavnější opery Rusalka a Armida. Do Vysoké dojížděl až do své smrti roku 1904. V zámku Vysoká u Příbramě je od roku 1963 otevřeno skladatelovo muzeum – Památník Antonína Dvořáka.

## Vedení divadla
Vůbec prvním ředitelem příbramského divadla byl režisér, výtvarník, scénograf a pedagog, Antonín Dvořák, v letech 1961–⁠1963 také děkan DAMU. V současné době je už devátým ředitelem divadla Petr Bednář, uměleckým šéfem a kmenovým režisérem pak Milan Schejbal. Dramaturgii zajišťují Kateřina Fixová a Pavlína Schejbalová.